# فرانك تيت
فرانك تيت (بالإنجليزية: Frank Tate)‏ هو عازف باس أمريكي، ولد في 18 يوليو 1943 في واشنطن العاصمة في الولايات المتحدة.

## وصلات خارجية
- فرانك تيت على موقع ميوزك برينز (الإنجليزية)
- فرانك تيت على موقع أول ميوزيك (الإنجليزية)
- فرانك تيت على موقع ديسكوغز (الإنجليزية)